# 修士（理学）
修士（理学）（しゅうし りがく、英: Master of Science、M.Sc.）は、修士の学位である。1991年以前の学位規則では理学修士（りがくしゅうし）といった。
主に、大学院理学研究科修士課程または博士前期課程を修了することで授与される。